# Joachim Bauck
Joachim Bauck (* 11. Mai 1941; † 17. Juni 2009 in Amelinghausen) war ein deutscher Landwirt und Demeter-Pionier. Bauck wurde 2009 für seine Verdienste um  die Verbreitung der ökologischen Landwirtschaft in der polnischen Wojewodschaft Wielkopolska mit der Polnischen Verdienstmedaille  geehrt. Bauck galt als Galionsfigur des Demeter-Verbandes.

## Leben
Der Vater Eduard Johannes Wilhelm Bauck (* 24. November 1905 in Klein Süstedt; † 26. November 1996 ebenda) war Vorreiter der biologisch-dynamischen Landwirtschaft zuerst auf dem Hof der Familie in Klein Süstedt ab ca. 1932 dann auch auf dem Hof (Eggers) seiner Ehefrau Wilhelmine Elisabeth Dorothee geb. Schlaphof (* 15. März 1908 in Sottorf; † 17. März 1971 ebenda).
Bauck selbst betrieb den Hof bis zu seinem Tod. Der Bauckhof umfasst auf einer Fläche von 366 Hektar neben den Agrarflächen eine Mühle, eine Käserei, eine Bäckerei und einen Hofladen. Die drei Bauckhöfe in Klein Süstedt, Amelinghausen, und Stütensen werden nach den Richtlinien der biologisch-dynamischen Landwirtschaft bewirtschaftet. Seit 1969 sind sie im Besitz der Gemeinnützigen Landbauforschungsgesellschaft. Der Naturkosthersteller Bauckhof Naturkost Rosche wurde ebenfalls 1969 gegründet.
2004 habe er auf Anregung des Samtgemeindebürgermeisters Helmut Völkers und des Wojewodschafts-Ministerpräsidenten Arkadiusz Blochowiak begonnen, die Idee der ökologischen Landwirtschaft in Polen zu bewerben. Ein Jahr später wurde Demeter Polska mit Joachim Bauck als Ehrenpräsidenten gegründet. Auf Baucks Hof wurden polnische Berater und Landwirte geschult.
In seiner Freizeit dirigierte Bauck zudem den Amelinghauser Chor.
Bauck starb 2009 im Alter von 68 Jahren an einer schweren Krankheit.

## Privates
Bauck war verheiratet und hatte drei Kinder.

## Ehrungen
2002 erhielt Bauck den Förderpreis Ökologischer Landbau.
Für seine Verdienste um die Verbreitung der ökologischen Landwirtschaft in der polnischen Wojewodschaft Wielkopolska wurde er in Anwesenheit des Wojwoden Arkadiusz Blochowiak, des Landwirtschaftsministers der Wojewodschaft, und Vertretern des polnischen Demeter-Bundes 2009 mit der Polnischen Verdienstmedaille  geehrt.

## Mitgliedschaften
Ab 1994 war Joachim Bauck geschäftsführender Vorstand des Demeter-Bundes.
Als im März 1998 die  Landesvereinigung Ökologischer Landbau Niedersachsen von der Bäuerlichen Gesellschaft Nordwestdeutschland, sowie von Bioland und Naturland gegründet wurde, war Bauck für Demeter im Vorstand.
Ab 2002 war Bauck Mitglied in der Jury des Förderpreises Ökologischer Landbau. Zudem war er Vorsitzender des Bundes Ökologische Lebensmittelwirtschaft Darüber hinaus engagierte sich Bauck in vielen weiteren Gremien im Demeter-Bund und bei Demeter International.
Bauck war Ehrenpräsident von Demeter Polska.